# Údolí strachu
Údolí strachu (1914–1915, The Valley of Fear) je čtvrtý a poslední román z detektivní série o Sherlocku Holmesovi, který napsal britský spisovatel sir Arthur Conan Doyle.
Román nejprve vycházel od září 1914 do května 1915 časopisecky v měsíčníku The Strand Magazine. V USA vycházel román rovněž na pokračování od září do listopadu 1914 v nedělním magazínu Associated Sunday Magazine, který byl přílohou k různým novinám po celé zemi. První knižní vydání vyšlo v nakladatelství George H. Doran Company v New Yorku 27. února 1915 a první britské knižní vydání vydalo londýnské nakladatelství Smith, Elder & Co. dne 3. června 1915.

## Charakteristika románu

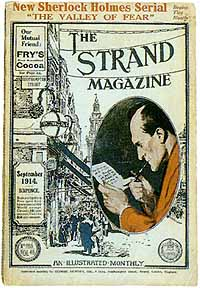
Vydání románu v The Strand Magazine s ilustrací Franka Wilese

Román volně vychází z příběhu agenta Pinkertonovy detektivní agentury Jamese McParlanda, který měl za úkol odhalit původně irskou tajnou organizaci horníků Molly Maguires, údajně odpovědnou za teroristické činy v uhelných polích Pensylvánie a Virginie.
Román je rozdělen do dvou částí podobně jako první dva romány o Sherlockovi Holmesovi Studie v šarlatové (1887, A Study in Scarlet) a Podpis čtyř (1890, The Sign of the Four). V první části románu s názvem Tragédie v Birlstonu (The Tragedy of Birlstone) vyšetřuje Holmes záhadnou vraždu na birlstonském zámku, zatímco druhá část Brakýři (The Scowrers) se odehrává v minulosti a zde vyprávěný příběh o gangsterské organizaci je klíčový pro pochopení motivace a souvislostí aktuálního zločinu z první části. Román uzavírá krátký epilog.
Protože v druhé části románu Sherlock Holmes nevystupuje, nebyl román v době svého vzniku příliš oblíben. Doylův životopisec a znalec jeho díla John Dickson Carr však román považuje za nejlepší Doylův detektivní příběh.

## Postavení románu v Kánonu Sherlocka Holmese
V Kánonu Sherlocka Holmese patří román podle roku svého vzniku na sedmé místo, ale z hlediska chronologie Holmesova života se řadí před povídku Poslední případ  (1893, The Final Problem), která se stala součástí povídkové sbírky Vzpomínky na Sherlocka Holmese (1894, The Memoirs of Sherlock Holmes). V této povídce dojde k finálnímu střetu mezi Holmesem a jeho hlavním protivníkem profesorem Moriartym, ale v románu Údolí strachu o něm Holmes hovoří jako o zločineckém géniu, kterého musí dopadnout a zničit. Moriarty v románu přímo nevystupuje, ale jako stínová postava ovládá zločineckou síť, kterou si vybudoval, a stojí za zločiny v románu popisované. Příběh románu je dokonce řazen před události z románu Podpis čtyř (1890, The Sign of the Four).

## Obsah románu

### Tragédie v Birlstonu

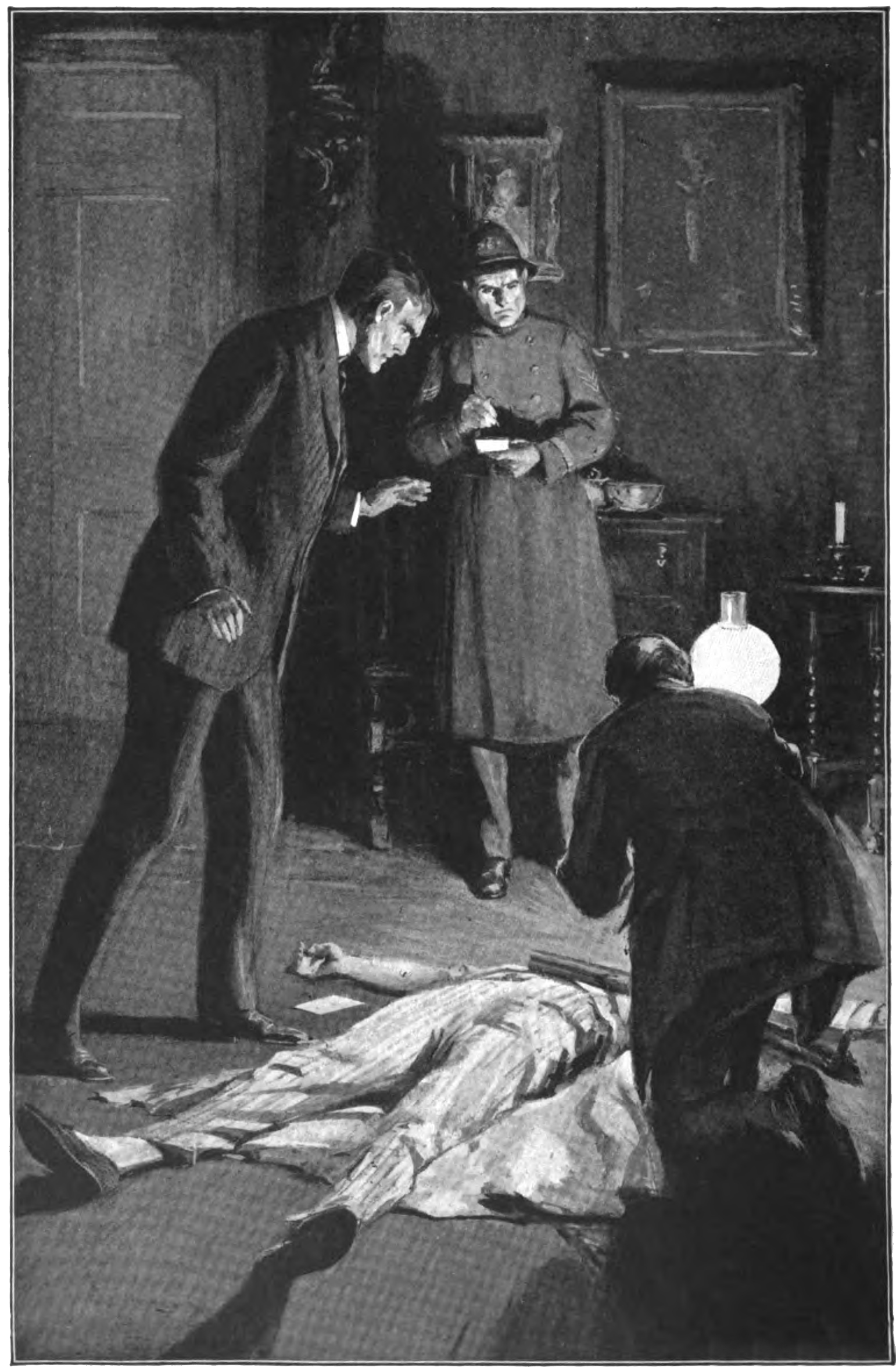
Ilustrace Franka Wilese ze The Strand Magazine

Sherlock Holmes obdrží šifrovanou zprávu od svého informátora, který je asistentem u profesora Moriartyho a vystupuje pod jménem Fred Porlock. Holmes se svým přítelem doktorem Watsonem zprávu rozluští a zjistí, že jde o varování před spiknutím proti jistému Johnovi Douglasovi žijícím na venkovském zámku v Birlstonu v Sussexu. O chvíli později přijíždí na Baker Street inspektor MacDonald ze Scotland Yardu se zprávou, že Douglas byl ráno brutálně zavražděn. MacDonald, Holmes a Watson se vydávají do Birlstonu, aby případ vyšetřili.

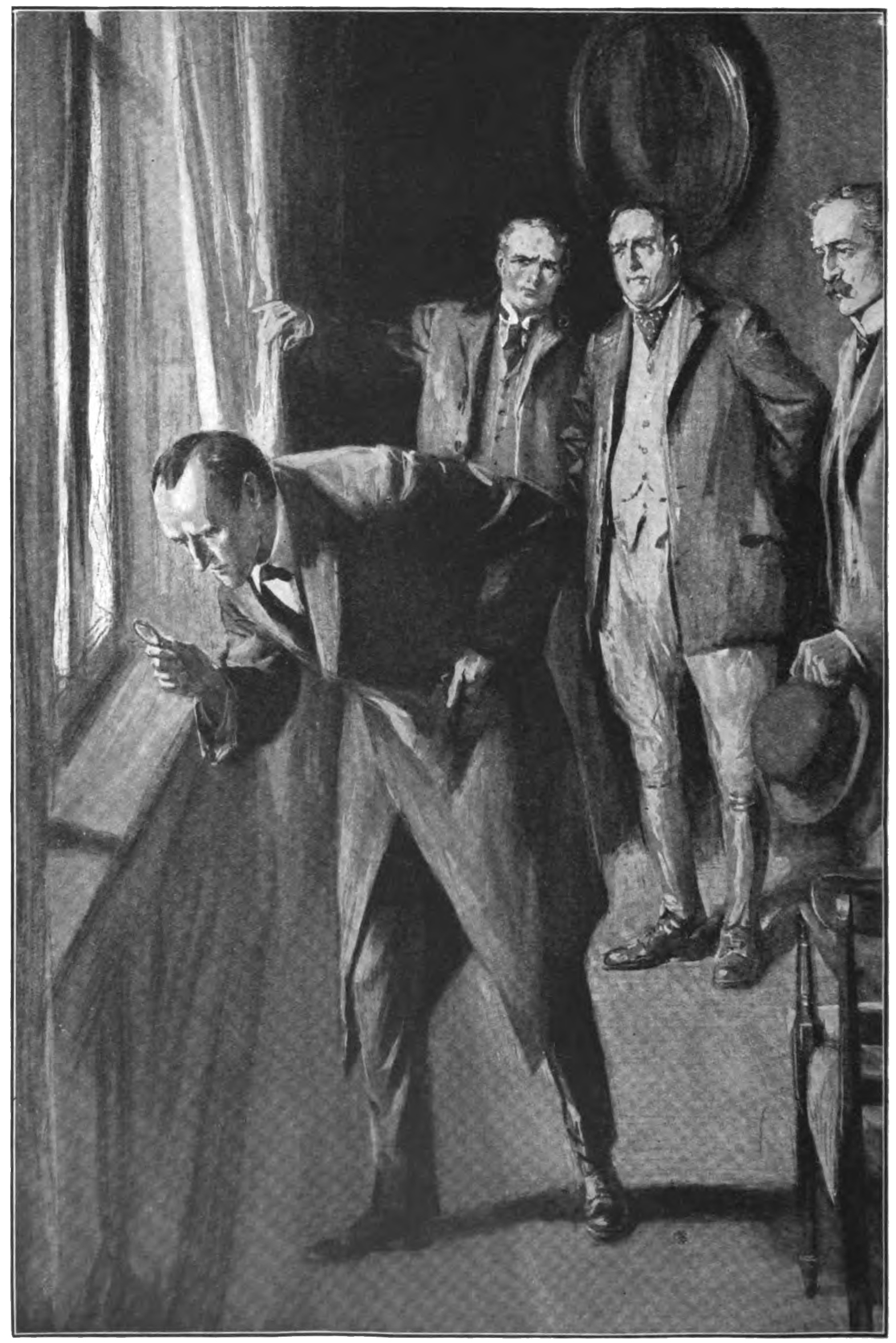
Ilustrace Franka Wilese ze The Strand Magazine

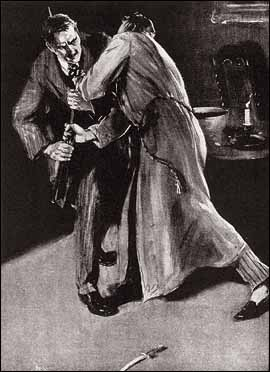
Ilustrace Franka Wilese ze The Strand Magazine

Po rozhovoru s Cecilem Barkerem, častým hostem v birlstonském zámku, který objevil tělo, se shodnou, že sebevražda nepřichází v úvahu a že vraždu spáchal někdo zvenčí. Mrtvý měl hlavu roztříštěnou téměř na kusy výstřelem z brokovnice s upilovanou hlavní z bezprostřední blízkosti. Na okenním parapetu místnosti je nalezena krvavá stopa, která svědčí o tom, že tudy vrah uprchl a pak přebrodil mělký příkop kolem zámku a zmizel. Barker vysvětluje, že Douglas se po příjezdu do Anglie před pěti lety oženil, a je přesvědčen o tom, že Douglase pronásledovala tajná společnost mužů a že se ze strachu o svůj život uchýlil na anglický venkov. Paní Douglasová uvede, že se její manžel zmínil o něčem, čemu říkal „Údolí strachu“. Místní detektiv White Mason a inspektor MacDonald naleznou na pozemku bicykl a vypátrají, že patří Američanovi, který se ubytoval v místním penzionu. Zdá se, že Američan je vrahem, ale není po něm ani stopy.
Holmes si okamžitě všimne celé řady nesrovnalostí. Stopy na místě činu naznačují, že způsob vraždy byl uměle naaranžován. Nalezená smrtící zbraň je dosti neobvyklá. Výstřelem zničený obličej znemožňuje jednoznačnou identifikaci mrtvého. Mrtvému chybí snubní prsten, přičemž jeho stažení se podle Holmese nedalo stihnout, protože poplach v zámku údajně vznikl téměř okamžitě po výstřelu. Hospodyně ale půl hodiny před poplachem slyšela zvuk, jako by se zabouchly dveře, což byl podle Holmese skutečný čas vraždy. A v místnosti chyběla jedna činka ze dvou, což kromě Holmese nikoho nezaujalo. Navíc Holmes zjistí, že obrys krvavé stopy na parapetu se shoduje s Barkerovými domácími botami. Všichni jsou postupně přesvědčeni, že pachateli vraždy jsou Barker společně s Douglasovou manželkou.
Holmes požádá MacDonalda, aby oznámil Barkerovi, že policie hodlá příští den prohledat vodní příkop. V noci pak vyšetřovatelé hlídají příkop a uvidí, jak Barker vylovil z příkopu šaty pohřešovaného Američana zatížené chybějící činkou. Barker odmítne situaci objasnit. V tu chvíli se ale objeví Douglas, živý a zdravý, a vysvětluje, že v blízkém okolí zahlédl svého nepřítele Teda Baldwina, který jej léta pronásledoval. Když se Baldwin pokusil Douglase v jeho pracovně zastřelit, Douglasovi se podařilo zachytit jeho zbraň a při zápase byl Baldwin střelen do obličeje. S Barkerovou pomocí Douglas oblékl muže do svých šatů, aby zmátl své nepřátele. Snubní prsten ale nedokázal stáhnout z prstu. Poté se schoval v tajném úkrytu na zámku.
Douglas také předá Watsonovi složku papírů nazvanou Údolí strachu, ve které vysvětluje, proč se obává o svůj život. Vyprávění z této složky je obsahem druhé části románu.

### Brakýři

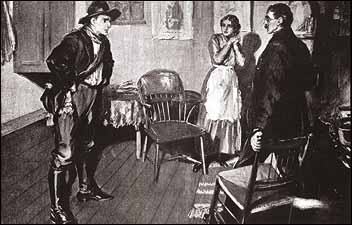
Ilustrace Franka Wilese ze The Strand Magazine

Druhá část románu vypráví o událostech, které se odehrály dvacet let před první částí. Začíná v únoru roku 1875, kdy do amerického hornického městečka Vermissa přijíždí mladý muž McMurdo. Podle svých slov je členem odborů a Řádu svobodných zednářů z lóže v Chicagu, kde se dostal do problému s policií.  Ve vlaku se setká s jedním z členů místní zednářské lóže, který mu dá kontakt na jejího velmistra. Vede také odvážný rozhovor s místními policisty, díky čemuž získá respekt všech, kteří tento rozhovor vyslechli.

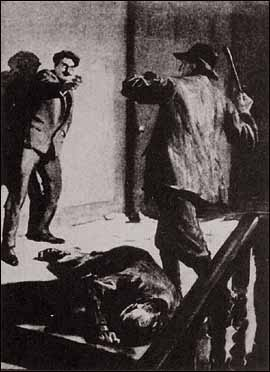
Ilustrace Franka Wilese ze The Strand Magazine

V městečku se usadí v malém penzionu, kde se na první pohled zamiluje do dcery jeho majitele Ettie Schafterové. Kvůli ní se dostane do konfliktu s dalším členem lóže Tedem Baldwinem, který si jí chce přes její odpor vzít za ženu. Velmi brzy se dozví, že místní lóže s názvem Brakýři (tento překlad původního názvu The Scowrers vyjadřuje spojení lóže s nelegálními činy) je v podstatě zločinecký gang, který se pod maskou odborové organizace zabývá vydíráním místních podnikatelů (většinou majitelů uhelných dolů a dolů na železnou rudu). Přitom zabíjí ty, co mu stojí v cestě, a terorizuje celé okolní údolí, která tak získalo název Údolí strachu.
McMurdo se brzy stane členem Brakýřů, když projde testem odvahy od jejího vůdce a velmistra lóže McGintyho. Postupně si získává v gangu stále větší reputaci a respekt, má velkou důvěru jeho vůdce a stane se jedním z jeho nejvlivnějších členů. Jednoho dne jej navštíví člen gangu jménem Morris, který trpí výčitkami svědomí, že jako místní obchodník byl nucen vstoupit do organizace, která páchá tolik zvěrstev. Ukáže McMurdovi dopis od svého přítele z kraje, kde bydlel dříve, než přišel do údolí. Tento přítel pracuje jako telegrafista a dozvěděl se, že pět velkých firem a dvě železniční společnosti si najalo Pinkertonovu detektivní agenturu, aby zločinům v údolí udělala přítrž. Případem byl pověřen nejlepší detektiv agentury Birdy Edwards.

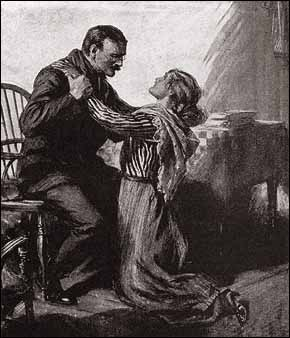
Ilustrace Franka Wilese ze The Strand Magazine

McMunro informuje lóži o tomto nebezpečí a navrhne, že Edwards musí být odstraněn. Protože jej zná ještě z Chicaga, naláká jej do pasti tím, že mu slíbí vyzradit tajemství Brakýřů. Počká si na něho se sedmi muži u sebe doma a společně jej pak zavraždí. V okamžiku, kdy se gangsteři shromáždí v jeho pokoji, oznámí jim, že Birdy Edwards je on sám, a že dům, je obklíčen čtyřiceti ozbrojenými muži, takže všechen jejich odpor je marný. Druhý den ráno opustí Edwards s Ettie zvláštním vlakem údolí a za deset dní jsou v Chicagu oddání.
Soud nad Brakýři se koná ve vzdáleném městě, aby nemohli být strážci zákona podplaceni nebo zastrašeni. McGinty a osm jeho hlavních stoupenců je odsouzeno k smrti a ostatní včetně Teda Baldwina jsou potrestání desetiletým vězením. Když se dostanou opět na svobodu, přísahají si, že své kumpány krvavě pomstí. Edwards, po dvou neúspěšných pokusech připravit jej o život, uprchne s manželkou pod změněným jménem do Kalifornie, kde jej postihne krutá rána osudu, protože Ettie zemře. Pak se mu podaří společně s Angličanem Barkerem získat velké bohatství. V poslední chvíli před krvežíznivými mstiteli i s přítelem uprchne, tentokrát do Anglie pod jménem Douglas. Zde se opět ožení a v klidu žije s manželkou jako boháč. Jejich klidný život ukončí až události popsané v první části románu.

### Epilog

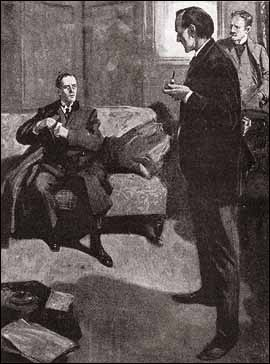
Ilustrace Franka Wilese ze The Strand Magazine

John Douglas je v Anglii shledán soudem nevinným, protože jednal v sebeobraně. Holmes mu však doporučí, ať z Anglie odjede, protože by jej mohly ohrozit síly, které jsou ještě horší, než ty, kterým unikl. Po čase navštíví Holmese s Watsonem zdrcený Barker a oznámí jim, že Douglas za bouře spadl přes palubu lodi, která jej i s manželkou odvážela do Jižní Afriky. Holmes je přesvědčen, že jde o vraždu, za kterou stojí profesor Moriarty. Jeho motivem byl nezdar brakýřských mstitelů, kteří si jej najali, aby jim pomohl v nalezení Douglase. Protože si nemohl dovolit neúspěch (jeho pozice génia zločinu je založena na tom, že se mu podaří vše, co podnikne), provedl pak odstranění Douglase sám. Důkazem, že za vším stojí Moriarty, je podle Holmese to, že první zpráva o chystaném zločinu přišla od Holmesova informátora pracujícího u Moriartyho. Holmes na konci románu říká, že potřebuje čas, aby Moriartyho porazil.

## Adaptace

### Film a televize
- The Valley of Fear (1916, Údolí strachu), britský němý film, režie Alexander Butler.
- The Triumph of Sherlock Holmes (1935, Triumf Sherlocka Holmese), britský film, režie Leslie S. Hiscott.
- The Case of the Pennsylvania Gun (1954, Případ pensylvánské pušky), epizoda z amerického televizního seriálu Sherlock Holmes, režie Sheldon Reynolds.[7]
- Dolina strachu (1958, Údolí strachu), polský dvoudílný televizní film, režie Czesław Szpakowicz.[8]
- Sherlock Holmes und das Halsband des Todes (1962, Sherlock Holmes a smrtící náhrdelník, západoněmecký film, režie Terence Fisher, ve filmu jsou z knihy použity jen některé motivy.
- La valle della paura (1968, Údolí strachu), první tři epizody z italského televizního seriálu Sherlock Holmes, režie Guglielmo Morandi.
- Sherlock Holmes and the Valley of Fear (1983, Sherlock Holmes a údolí strachu), australský televizní animovaný film, režisér neuveden.[7]
- Brakýři (1983), český televizní film, scénář Jan Křtitel Sýkora, režie Jiří Adamec, jde o adaptaci druhé části románu, v hlavních rolích Vladimír Kratina, Petr Haničinec, Jiří Bartoška a Jana Švandová.[9]
- Dagurasu san no oyashiki no bōken (2015, Dobrodružství rezidence pana Douglase), epizoda z japonského loutkového televizního seriálu Sherlock Holmes, režisér neuveden.[10]

### Rozhlas
- Adaptace od BBC Home Service z roku 1960, kterou zdramatizoval Michael Hardwick jako součást rozhlasového seriálu z let 1952–1969.[11]
- Adaptace od BBC Radio 4 z roku 1986, kterou zdramatizoval Roy Apps.[12]
- Adaptace BBC od Berta Coulese z roku 1997 jako součást rozhlasového seriálu z let 1989–1998.[13]
- Rozhlasová adaptace Michaela J. Elliota z roku 2015 v americkém seriálu Classic Adventures of Sherlock Holmes (Klasická dobrodružství Sherlocka Holmese) vytvořením v rámci rozhlasového programu Imagination Theatre.[14]

### Divadlo
- Adrian Flynn: The Valley of Fear (2004, Údolí strachu), adaptace pro Oxford Playscripts series.[15]
- Nick Lane: The Valley of Fear (2022, Údolí strachu), adaptace pro Blackeyed Theatre Company.[16]

## Česká vydání
- Údolí bázně. Praha: František Slaboch 1922. Překlad Karel Weinfurter.
- Údolí strachu. Praha: Mladá fronta 1974, Překlad Jan Zábrana (vydáno společně s románem Pes baskervillský).
- Údolí strachu. Praha: Práce 1986. Překlad Jan Zábrana.
- Údolí bázně in Třikrát Sherlock Holmes. Český Těšín: Oddych 1994. Překlad Karel Weinfurter.
- Údolí strachu. Brno: Books 1998. Překlad Jan Zábrana.
- Údolí strachu. Brno: Tribun 2007. Překladatel neuveden.
- Údolí strachu in Další případy Sherlocka Holmese, Praha: Československý spisovatel 2011. Překlad Jan Zábrana.